# Bundesstraße 441
Pour les articles homonymes, voir Route 441.
La Bundesstraße 441 est une Bundesstraße du Land de Basse-Saxe.

## Géographie
La Bundesstraße 441 mène d'Uchte à Hanovre. Elle s'étend vers l'est à travers la plaine d'Allemagne du Nord  et à Stolzenau se confond avec la B 215 sur environ 4 km. Après avoir traversé la Weser, la B 441 bifurque vers le sud-est à Leese, tandis que la B 215 bifurque vers le nord en direction de Nienburg/Weser. Au sud de Leese, la B 482 bifurque vers le sud jusqu'à la Westphalie-de-l'Est-Lippe.
Après avoir traversé les monts de Rehburg, on arrive à l'ancienne station thermale de Bad Rehburg.
À Wunstorf, la B 441 parcourt une courte section avec la Bundesstraße 442. La route de transit est encombrée d'un trafic important, c'est pourquoi une route de contournement est en discussion depuis des décennies. Un contournement nord de Wunstorf est actuellement privilégié. Il n'existe actuellement aucun calendrier précis et fiable.
Entre l'intersection de Wunstorf-Luthe, qui est inégale en hauteur, et la Bundesautobahn 2, la B 441 est alternativement développée comme une autoroute à 2+1 voies, car elle doit accueillir un trafic de banlieue considérable vers Hanovre et un trafic d'excursion vers le lac de Steinhude.
La B 441 atteint Hanovre au sein de ses quartiers Ahlem et Limmer. Elle se termine à le Westschnellweg (B 6) à la frontière avec le quartier de Linden-Nord.

## Histoire
La Bundesstraße 441 suit essentiellement le tracé d'une route postale de 1688, qui menait de Hanovre par Wunstorf et Stolzenau à Osnabrück.
Dans les années 1980, la B 441 est détournée à Wunstorf et organisée comme une autoroute à quatre voies réglementée par des feux de circulation au croisement avec la ligne de  Wunstorf à Brême. La raison en est que le volume croissant du trafic routier et ferroviaire à travers deux passages à niveau voisins (l'un traverse cette ligne, l'autre la ligne de Hanovre à Minden).

## Source
- (de) Cet article est partiellement ou en totalité issu de l’article de Wikipédia en allemand intitulé « Bundesstraße 441 » (voir la liste des auteurs).

1. ↑  (de) « Die Bundes- und Reichsstraßen in Deutschland - Nr. ab 399 » [archive du 15 octobre 2008], sur home.arcor.de (consulté le 18 juillet 2025)